# Cábala cristiana
La Cábala cristiana surgió en el Renacimiento entre eruditos cristianos como una conciliación entre el Cristianismo y determinados aspectos mágicos del Judaísmo como resultado de los estudios y traducciones de textos griegos y hebreos. El movimiento fue influenciado por el deseo de interpretar aspectos del Cristianismo de manera más mística. La cábala cristiana surgió durante el Renacimiento a raíz del interés entre académicos cristianos por el misticismo de la Cábala judía, que interpretaron según la teología cristiana. A menudo se translitera como Cábala para distinguirla de la forma judía (escrita Kabbalah en otros idiomas) y de la Qábala hermética.

## Antecedentes
El movimiento estuvo influenciado por el deseo de interpretar aspectos del cristianismo de forma aún más mística que los místicos cristianos contemporáneos. Escritos neoplatónicos griegos llegaron a Europa desde Constantinopla en el reinado de Mehmed II. El neoplatonismo había sido prevalente en la Europa cristiana y había entrado en la escolástica desde la traducción de textos griegos y hebreos en España en el siglo XIII. La tendencia renacentista fue un fenómeno relativamente efímero, que terminó en 1750.
Académicos cristianos interpretaban las ideas cabalísticas desde «una perspectiva claramente cristiana, vinculando a Jesucristo, su expiación y su resurrección con las Diez Sefirot»: las tres Sefirot superiores con las hipóstasis de la Trinidad y las otras siete «con el mundo inferior o terrenal». Alternativamente, «harían de Kéter el Creador (o el Espíritu), de Jojmá el Padre, y de Biná—la madre excelsa—María», lo que la situaba «en un nivel divino con Dios, algo que las iglesias ortodoxas siempre han rechazado». Los cabalistas cristianos trataron de transformar la cábala en «un arma dogmática para volverse contra los judíos y obligarles a la conversión, empezando por Ramón Llull», a quien Harvey J. Hames llamó «el primer cristiano en reconocer y apreciar la cábala como herramienta de conversión», si bien Llull no era cabalista ni estaba versado en la cábala. La cábala cristiana posterior se basa principalmente en la obra de Pico della Mirandola, Johannes Reuchlin y Paolo Riccio.
Después del siglo XVIII, la Cábala se mezcló con el ocultismo europeo, algo del cual tenía una base religiosa. Con todo, el interés principal en la Cábala cristiana había muerto para entonces. En las últimas décadas se han hecho algunos intentos de revivirla, sobre todo en relación con el neoplatonismo de los dos primeros capítulos del Evangelio de Juan, pero no ha entrado en la corriente principal del cristianismo.

## Cabalistas cristianos
- Jacques Gaffarel
- Giovanni Pico della Mirandola
- Johannes Reuchlin
- Athanasius Kircher
- Christian Knorr von Rosenroth
- Ramon Llull
- Marsilio Ficino